# Premier League 2013-2014
Premier League 2013-2014 a fost cel de-al 22-lea sezon al Premier League, eșalonul superior al fotbalului din Anglia. Programul meciurilor a fost anunțat pe 19 iunie 2013, iar sezonul a început pe 17 august 2013 și s-a terminat pe 11 mai 2014.
În ultima etapă a sezonului, Manchester City a câștigat titlul Premier League printr-o victorie cu 2–0 în fața lui West Ham United.
Luis Suárez de la FC Liverpool a cucerit titlul de golgheter cu 31 de goluri, și de asemenea a fost numit jucătorul sezonului.

## Echipe
Un total de 20 de echipe au participat în competiție, dintre care 17 echipe din sezonul 2012–13 și trei nou-promovate din Football League Championship 2012–13.
Pe 16 aprilie 2013, Cardiff City a obținut promovarea din Football League Championship 2012–13. Ei au revenit în prima ligă după o absență de 51 de ani.

### Stadioane și locații
| Echipa               | Stadion              | Capacitate |
| -------------------- | -------------------- | ---------- |
| Arsenal              | Emirates Stadium     | 60,338     |
| Aston Villa          | Villa Park           | 42,682     |
| Cardiff City         | Cardiff City Stadium | 27,815     |
| Chelsea              | Stamford Bridge      | 41,798     |
| Crystal Palace       | Selhurst Park        | 26,255     |
| Everton              | Goodison Park        | 39,571     |
| Fulham               | Craven Cottage       | 25,7       |
| Hull City            | KC Stadium           | 25,4       |
| Liverpool            | Anfield              | 45,276     |
| Manchester City      | Etihad Stadium       | 47,405     |
| Manchester United    | Old Trafford         | 75,731     |
| Newcastle United     | St James' Park       | 52,405     |
| Norwich City         | Carrow Road          | 27,244     |
| Southampton          | St Mary's Stadium    | 32,589     |
| Stoke City           | Britannia Stadium    | 27,74      |
| Sunderland           | Stadium of Light     | 48,707     |
| Swansea City         | Liberty Stadium      | 20,75      |
| Tottenham Hotspur    | White Hart Lane      | 36,284     |
| West Bromwich Albion | The Hawthorns        | 26,445     |
| West Ham United      | Boleyn Ground        | 35,016     |

### Personal și echipament
| Echipa               | Antrenor1                           | Căpitan            | Producător echipament | Sponsor pe tricou  |
| -------------------- | ----------------------------------- | ------------------ | --------------------- | ------------------ |
| Arsenal              | Arsène Wenger                       | Thomas Vermaelen   | Nike                  | Emirates           |
| Aston Villa          | Paul Lambert                        | Ron Vlaar          | Macron                | dafabet            |
| Cardiff City         | Ole Gunnar Solskjær                 | Mark Hudson        | Puma                  | Malaysia           |
| Chelsea              | José Mourinho                       | John Terry         | Adidas                | Samsung            |
| Crystal Palace       | Tony Pulis                          | Paddy McCarthy     | Avec                  | GAC Logistics      |
| Everton              | Roberto Martínez                    | Phil Jagielka      | Nike                  | Chang              |
| Fulham               | Felix Magath                        | Brede Hangeland    | Adidas                | Marathonbet        |
| Hull City            | Steve Bruce                         | Robert Koren       | Adidas                | Cash Converters    |
| Liverpool            | Brendan Rodgers                     | Steven Gerrard     | Warrior               | Standard Chartered |
| Manchester City      | Manuel Pellegrini                   | Vincent Kompany    | Nike                  | Etihad Airways     |
| Manchester United    | Ryan Giggs (interim player-manager) | Nemanja Vidić      | Nike                  | Aon                |
| Newcastle United     | Alan Pardew                         | Fabricio Coloccini | Puma                  | Wonga              |
| Norwich City         | Neil Adams                          | Russell Martin     | Erreà                 | Aviva              |
| Southampton          | Mauricio Pochettino                 | Adam Lallana       | Adidas                | aap3               |
| Stoke City           | Mark Hughes                         | Ryan Shawcross     | Adidas                | Bet365             |
| Sunderland           | Gus Poyet                           | John O'Shea        | Adidas                | BFS Group          |
| Swansea City         | Garry Monk                          | Ashley Williams    | Adidas                | GWFX               |
| Tottenham Hotspur    | Tim Sherwood                        | Michael Dawson     | Under Armour          | HP                 |
| West Bromwich Albion | Pepe Mel                            | Chris Brunt        | Adidas                | Zoopla             |
| West Ham United      | Sam Allardyce                       | Kevin Nolan        | Adidas                | Alpari             |

- 1 According to current revision of List of English Football League managers
- Additionally, referee kits are now being made by Nike, sponsored by EA Sports, and Nike has a new match ball, the Incyte Premier League.

### Schimburi de antrenori
A record ten managers left their position mid-season during the 2013–14 campaign.
| Echipa               | Antrenor demisionar | Maniera de despărțire | Data vacanței     | Poziție în clasament | Antrenor nou        | Data numirii     |
| -------------------- | ------------------- | --------------------- | ----------------- | -------------------- | ------------------- | ---------------- |
| Everton              | David Moyes         | Sfârșit de contract   | 19 May 2013       | Pre-sezon            | Roberto Martínez    | 5 June 2013      |
| Stoke City           | Tony Pulis          | Comun acord           | 21 May 2013       | Pre-sezon            | Mark Hughes         | 30 May 2013      |
| Chelsea              | Rafael Benítez      | Sfârșit de contract   | 27 May 2013       | Pre-sezon            | José Mourinho       | 3 June 2013      |
| Manchester United    | Sir Alex Ferguson   | Retras                | 1 July 2013       | Pre-sezon            | David Moyes         | 1 July 2013      |
| Sunderland           | Paolo Di Canio      | Demis                 | 22 September 2013 | 20th                 | Gus Poyet           | 8 October 2013   |
| Crystal Palace       | Ian Holloway        | Comun acord           | 23 October 2013   | 19th                 | Tony Pulis          | 23 November 2013 |
| Fulham               | Martin Jol          | Demis                 | 1 December 2013   | 18th                 | René Meulensteen    | 1 December 2013  |
| West Bromwich Albion | Steve Clarke        | Demis                 | 14 December 2013  | 16th                 | Pepe Mel            | 9 January 2014   |
| Tottenham Hotspur    | André Villas-Boas   | Demis                 | 16 December 2013  | 7th                  | Tim Sherwood        | 16 December 2013 |
| Cardiff City         | Malky Mackay        | Demis                 | 27 December 2013  | 16th                 | Ole Gunnar Solskjær | 2 January 2014   |
| Swansea City         | Michael Laudrup     | Demis                 | 4 February 2014   | 12th                 | Garry Monk          | 4 February 2014  |
| Fulham               | René Meulensteen    | Demis                 | 14 February 2014  | 20th                 | Felix Magath        | 14 February 2014 |
| Norwich City         | Chris Hughton       | Demis                 | 6 April 2014      | 17th                 | Neil Adams          | 6 April 2014     |
| Manchester United    | David Moyes         | Demis                 | 22 April 2014     | 7th                  | Louis van Gaal      | 19 May 2014      |

## Clasament
| Poz | Echipa               | M  | V  | D  | L  | GF  | GA | GD  | Pt | Calificare sau retrogradare                           |
| --- | -------------------- | -- | -- | -- | -- | --- | -- | --- | -- | ----------------------------------------------------- |
| 1   | Manchester City (C)  | 38 | 27 | 5  | 6  | 102 | 37 | +65 | 86 | Faza grupelor Ligii Campionilor 2014-15               |
| 2   | Liverpool            | 38 | 26 | 6  | 6  | 101 | 50 | +51 | 84 | Faza grupelor Ligii Campionilor 2014-15               |
| 3   | Chelsea              | 38 | 25 | 7  | 6  | 71  | 27 | +44 | 82 | Faza grupelor Ligii Campionilor 2014-15               |
| 4   | Arsenal              | 38 | 24 | 7  | 7  | 68  | 41 | +27 | 79 | Play-off-ul Ligii Campionilor 2014-2015               |
| 5   | Everton              | 38 | 21 | 9  | 8  | 61  | 39 | +22 | 72 | Faza grupelor UEFA Europa League 2014-15 1            |
| 6   | Tottenham Hotspur    | 38 | 21 | 6  | 11 | 55  | 51 | +4  | 69 | Play-off-ul UEFA Europa League 2014-15 1              |
| 7   | Manchester United    | 38 | 19 | 7  | 12 | 64  | 43 | +21 | 64 |                                                       |
| 8   | Southampton          | 38 | 15 | 11 | 12 | 54  | 46 | +8  | 56 |                                                       |
| 9   | Stoke City           | 38 | 13 | 11 | 14 | 45  | 52 | −7  | 50 |                                                       |
| 10  | Newcastle United     | 38 | 15 | 4  | 19 | 43  | 59 | −16 | 49 |                                                       |
| 11  | Crystal Palace       | 38 | 13 | 6  | 19 | 33  | 48 | −15 | 45 |                                                       |
| 12  | Swansea City         | 38 | 11 | 9  | 18 | 54  | 54 | 0   | 42 |                                                       |
| 13  | West Ham United      | 38 | 11 | 7  | 20 | 40  | 51 | −11 | 40 |                                                       |
| 14  | Sunderland           | 38 | 10 | 8  | 20 | 41  | 60 | −19 | 38 |                                                       |
| 15  | Aston Villa          | 38 | 10 | 8  | 20 | 39  | 61 | −22 | 38 |                                                       |
| 16  | Hull City            | 38 | 10 | 7  | 21 | 38  | 53 | −15 | 37 | Turul trei preliminar al UEFA Europa League 2014-14 2 |
| 17  | West Bromwich Albion | 38 | 7  | 15 | 16 | 43  | 59 | −16 | 36 |                                                       |
| 18  | Norwich City (R)     | 38 | 8  | 9  | 21 | 28  | 62 | −34 | 33 | Relegation to 2014–15 Football League Championship    |
| 19  | Fulham (R)           | 38 | 9  | 5  | 24 | 40  | 85 | −45 | 32 | Relegation to 2014–15 Football League Championship    |
| 20  | Cardiff City (R)     | 38 | 7  | 9  | 22 | 32  | 74 | −42 | 30 | Relegation to 2014–15 Football League Championship    |

Sursa: Barclays Premier League Official League Table
Reguli de clasare: 
1) puncte; 2) diferența de goluri; 3) goluri marcate.
 
1 Since the winners of 2013–14 FA Cup and 2013–14 Football League Cup (Arsenal and Manchester City) qualified for the 2014–15 UEFA Champions League, the 5th and 6th placed teams qualified for the group stage and the play-off round of 2014–15 UEFA Europa League.
 
2 Hull City qualified for the 2014–15 UEFA Europa League third qualifying round as runners-up of the 2013–14 FA Cup since winners Arsenal qualified for 2014–15 UEFA Champions League.
POZ = Poziția în clasament; (C) = Campioană; (R) = Retrogradată; (P) = Promovată; (E) = Eliminată; (O) = Câștigătoare de play-off; (A) = Avansează în runda următoare. 

### Rezultate
| Acasă ╲ Deplasare    | ARS | AST | CAR | CHE | CPA | EVE | FUL | HUL | LIV | MNC | MNU | NEW | NOR | SOT | STK | SUN | SWA | TOT | WBA | WHU |
| Arsenal              |     | 1–3 | 2–0 | 0–0 | 2–0 | 1–1 | 2–0 | 2–0 | 2–0 | 1–1 | 0–0 | 3–0 | 4–1 | 2–0 | 3–1 | 4–1 | 2–2 | 1–0 | 1–0 | 3–1 |
| Aston Villa          | 1–2 |     | 2–0 | 1–0 | 0–1 | 0–2 | 1–2 | 3–1 | 0–1 | 3–2 | 0–3 | 1–2 | 4–1 | 0–0 | 1–4 | 0–0 | 1–1 | 0–2 | 4–3 | 0–2 |
| Cardiff City         | 0–3 | 0–0 |     | 1–2 | 0–3 | 0–0 | 3–1 | 0–4 | 3–6 | 3–2 | 2–2 | 1–2 | 2–1 | 0–3 | 1–1 | 2–2 | 1–0 | 0–1 | 1–0 | 0–2 |
| Chelsea              | 6–0 | 2–1 | 4–1 |     | 2–1 | 1–0 | 2–0 | 2–0 | 2–1 | 2–1 | 3–1 | 3–0 | 0–0 | 3–1 | 3–0 | 1–2 | 1–0 | 4–0 | 2–2 | 0–0 |
| Crystal Palace       | 0–2 | 1–0 | 2–0 | 1–0 |     | 0–0 | 1–4 | 1–0 | 3–3 | 0–2 | 0–2 | 0–3 | 1–1 | 0–1 | 1–0 | 3–1 | 0–2 | 0–1 | 3–1 | 1–0 |
| Everton              | 3–0 | 2–1 | 2–1 | 1–0 | 2–3 |     | 4–1 | 2–1 | 3–3 | 2–3 | 2–0 | 3–2 | 2–0 | 2–1 | 4–0 | 0–1 | 3–2 | 0–0 | 0–0 | 1–0 |
| Fulham               | 1–3 | 2–0 | 1–2 | 1–3 | 2–2 | 1–3 |     | 2–2 | 2–3 | 2–4 | 1–3 | 1–0 | 1–0 | 0–3 | 1–0 | 1–4 | 1–2 | 1–2 | 1–1 | 2–1 |
| Hull City            | 0–3 | 0–0 | 1–1 | 0–2 | 0–1 | 0–2 | 6–0 |     | 3–1 | 0–2 | 2–3 | 1–4 | 1–0 | 0–1 | 0–0 | 1–0 | 1–0 | 1–1 | 2–0 | 1–0 |
| Liverpool            | 5–1 | 2–2 | 3–1 | 0–2 | 3–1 | 4–0 | 4–0 | 2–0 |     | 3–2 | 1–0 | 2–1 | 5–1 | 0–1 | 1–0 | 2–1 | 4–3 | 4–0 | 4–1 | 4–1 |
| Manchester City      | 6–3 | 4–0 | 4–2 | 0–1 | 1–0 | 3–1 | 5–0 | 2–0 | 2–1 |     | 4–1 | 4–0 | 7–0 | 4–1 | 1–0 | 2–2 | 3–0 | 6–0 | 3–1 | 2–0 |
| Manchester United    | 1–0 | 4–1 | 2–0 | 0–0 | 2–0 | 0–1 | 2–2 | 3–1 | 0–3 | 0–3 |     | 0–1 | 4–0 | 1–1 | 3–2 | 0–1 | 2–0 | 1–2 | 1–2 | 3–1 |
| Newcastle United     | 0–1 | 1–0 | 3–0 | 2–0 | 1–0 | 0–3 | 1–0 | 2–3 | 2–2 | 0–2 | 0–4 |     | 2–1 | 1–1 | 5–1 | 0–3 | 1–2 | 0–4 | 2–1 | 0–0 |
| Norwich City         | 0–2 | 0–1 | 0–0 | 1–3 | 1–0 | 2–2 | 1–2 | 1–0 | 2–3 | 0–0 | 0–1 | 0–0 |     | 1–0 | 1–1 | 2–0 | 1–1 | 1–0 | 0–1 | 3–1 |
| Southampton          | 2–2 | 2–3 | 0–1 | 0–3 | 2–0 | 2–0 | 2–0 | 4–1 | 0–3 | 1–1 | 1–1 | 4–0 | 4–2 |     | 2–2 | 1–1 | 2–0 | 2–3 | 1–0 | 0–0 |
| Stoke City           | 1–0 | 2–1 | 0–0 | 3–2 | 2–1 | 1–1 | 4–1 | 1–0 | 3–5 | 0–0 | 2–1 | 1–0 | 0–1 | 1–1 |     | 2–0 | 1–1 | 0–1 | 0–0 | 3–1 |
| Sunderland           | 1–3 | 0–1 | 4–0 | 3–4 | 0–0 | 0–1 | 0–1 | 0–2 | 1–3 | 1–0 | 1–2 | 2–1 | 0–0 | 2–2 | 1–0 |     | 1–3 | 1–2 | 2–0 | 1–2 |
| Swansea City         | 1–2 | 4–1 | 3–0 | 0–1 | 1–1 | 1–2 | 2–0 | 1–1 | 2–2 | 2–3 | 1–4 | 3–0 | 3–0 | 0–1 | 3–3 | 4–0 |     | 1–3 | 1–2 | 0–0 |
| Tottenham Hotspur    | 0–1 | 3–0 | 1–0 | 1–1 | 2–0 | 1–0 | 3–1 | 1–0 | 0–5 | 1–5 | 2–2 | 0–1 | 2–0 | 3–2 | 3–0 | 5–1 | 1–0 |     | 1–1 | 0–3 |
| West Bromwich Albion | 1–1 | 2–2 | 3–3 | 1–1 | 2–0 | 1–1 | 1–1 | 1–1 | 1–1 | 2–3 | 0–3 | 1–0 | 0–2 | 0–1 | 1–2 | 3–0 | 0–2 | 3–3 |     | 1–0 |
| West Ham United      | 1–3 | 0–0 | 2–0 | 0–3 | 0–1 | 2–3 | 3–0 | 2–1 | 1–2 | 1–3 | 0–2 | 1–3 | 2–0 | 3–1 | 0–1 | 0–0 | 2–0 | 2–0 | 3–3 |     |

Ultima actualizare: 11 May 2014
Sursa: Premier League
1Echipa gazdă este listată în coloana din stânga.
Culori: Albastru = gazda e câștigătoare; Galben = egal; Roșu = oaspeții sunt câștigători.
Pentru meciurile următoare, un a indică existența unui articol despre meci.

## Statistici

### Goluri
- Primul gol: Daniel Sturridge pentru Liverpool contra lui Stoke City (min 37', 13:22 BST)[71] (17 august 2013)
- Cel mai rapid gol: secunda 12 (Asmir Begović (P); Stoke City 1–1 Southampton[72] 2 November 2013)
- Victoria la cea mai mare diferență: 7 goluri[2]
  - Manchester City 7–0 Norwich City (2 November 2013)
- Meciul cu cele mai multe goluri: 9 goluri[2]
  - Manchester City 6–3 Arsenal  (14 December 2013)
  - Cardiff City 3–6 Liverpool (22 March 2014)
- Meciul cu cele mai multe goluri marcate de o echipă: 7 goluri[2]
  - Manchester City 7–0 Norwich City (2 November 2013)
- Meciul cu cele mai multe goluri marcate de echipa pierdantă: 3 goluri[necesită citare]
  - Sunderland 3–4 Chelsea (4 December 2013)
  - Manchester City 6–3 Arsenal (14 December 2013)
  - Stoke City 3–5 Liverpool (12 January 2014)
  - Aston Villa 4–3 West Bromwich Albion (29 January 2014)
  - Liverpool 4–3 Swansea City (23 February 2014)
  - Cardiff City 3–6 Liverpool (22 March 2014)

#### Topul marcatorilor
| Poziție | Jucător          | Club              | Goluri |
| ------- | ---------------- | ----------------- | ------ |
| 1       | Luis Suárez      | Liverpool         | 31     |
| 2       | Daniel Sturridge | Liverpool         | 21     |
| 3       | Yaya Touré       | Manchester City   | 20     |
| 4       | Sergio Agüero    | Manchester City   | 17     |
| 4       | Wayne Rooney     | Manchester United | 17     |
| 6       | Wilfried Bony    | Swansea City      | 16     |
| 6       | Edin Džeko       | Manchester City   | 16     |
| 6       | Olivier Giroud   | Arsenal           | 16     |
| 9       | Romelu Lukaku    | Everton           | 15     |
| 9       | Jay Rodriguez    | Southampton       | 15     |

#### Hat-trickuri
| Jucător        | Echipa          | Adversar             | Rezultat | Data              |
| -------------- | --------------- | -------------------- | -------- | ----------------- |
| Luis Suárez    | Liverpool       | West Bromwich Albion | 4–1      | 26 octombrie 2013 |
| Luis Suárez4   | Liverpool       | Norwich City         | 5–1      | 04 decembrie 2013 |
| Adam Johnson   | Sunderland      | Fulham               | 4–1      | 11 ianuarie 2014  |
| Samuel Eto'o   | Chelsea         | Manchester United    | 3–1      | 19 ianuarie 2014  |
| Eden Hazard    | Chelsea         | Newcastle United     | 3–0      | 08 februarie 2014 |
| André Schürrle | Chelsea         | Fulham               | 3–1      | 01 martie 2014    |
| Yaya Touré     | Manchester City | Fulham               | 5–0      | 22 martie 2014    |
| Luis Suárez    | Liverpool       | Cardiff City         | 6–3      | 22 martie 2014    |

4 Player scored 4 goals

### Clean sheets

#### Jucător
| Poziție | Jucător           | Club              | Clean sheets |
| ------- | ----------------- | ----------------- | ------------ |
| 1       | Petr Čech         | Chelsea           | 16           |
| 1       | Wojciech Szczęsny | Arsenal           | 16           |
| 3       | Tim Howard        | Everton           | 15           |
| 4       | Artur Boruc       | Southampton       | 14           |
| 4       | Hugo Lloris       | Tottenham Hotspur | 14           |
| 6       | Joe Hart          | Manchester City   | 13           |
| 7       | David de Gea      | Manchester United | 12           |
| 7       | John Ruddy        | Norwich City      | 12           |
| 7       | Julian Speroni    | Crystal Palace    | 12           |
| 10      | Vito Mannone      | Sunderland        | 11           |

#### Club
- Cele mai multe meciuri fără gol încasat: 18[2]
  - Chelsea

- Cele mai puține meciuri fără gol încasat: 5[2]
  - Fulham

### Disciplină

#### Player
- Cele mai multe cartonașe galbene:[82] 11
  - Pablo Zabaleta (Manchester City)

- Cele mai multe cartonașe roșii:[82] 3
  - Wes Brown (Sunderland)

#### Club
- Cele mai multe cartonașe galbene:[83] 78
  - Aston Villa

- Cele mai multe cartonașe roșii:[83] 7
  - Sunderland

## Premii

### Premii lunare
| Lună       | Antrenorul lunii    | Antrenorul lunii | Jucătorul lunii                       | Jucătorul lunii  | Ref    |
| Lună       | Antrenor            | Club             | Jucător                               | Club             | Ref    |
| ---------- | ------------------- | ---------------- | ------------------------------------- | ---------------- | ------ |
| August     | Brendan Rodgers     | Liverpool        | Daniel Sturridge                      | Liverpool        | [ 84 ] |
| Septembrie | Arsène Wenger       | Arsenal          | Aaron Ramsey                          | Arsenal          | [ 85 ] |
| Octombrie  | Mauricio Pochettino | Southampton      | Sergio Agüero                         | Manchester City  | [ 86 ] |
| Noiembrie  | Alan Pardew         | Newcastle United | Tim Krul                              | Newcastle United | [ 87 ] |
| Decembrie  | Manuel Pellegrini   | Manchester City  | Luis Suárez                           | Liverpool        | [ 88 ] |
| Ianuarie   | Manuel Pellegrini   | Manchester City  | Adam Johnson                          | Sunderland       | [ 89 ] |
| Februarie  | Sam Allardyce       | West Ham United  | Daniel Sturridge                      | Liverpool        | [ 90 ] |
| Martie     | Brendan Rodgers     | Liverpool        | Luis Suárez & Steven Gerrard (shared) | Liverpool        | [ 91 ] |
| Aprilie    | Tony Pulis          | Crystal Palace   | Connor Wickham                        | Sunderland       | [ 92 ] |

### Premii anuale

#### Antrenorul sezonului
Tony Pulis a câștigat premiul pentru antrenorul sezonului.

#### Jucătorul sezonului
Premiul pentru jucătorul sezonului a fost acordat lui Luis Suarez.

#### PFA Player of the Year
PFA Players' Player of the Year a fost acordat lui Luis Suarez.

#### PFA Team of the Year
Echipa PFA a anului:
- Portar: Petr Cech (Chelsea)
- Fundași: Seamus Coleman (Everton), Gary Cahill (Chelsea), Vincent Kompany (Manchester City), Luke Shaw (Southampton)
- Mijlocași: Steven Gerrard (Liverpool), Eden Hazard (Chelsea), Yaya Toure (Manchester City), Adam Lallana (Southampton)
- Atacanți: Luis Suárez (Liverpool), Daniel Sturridge (Liverpool)

#### FWA Footballer of the Year
FWA Footballer of the Year a fost acordat lui Luis Suarez.

#### PFA Young Player of the Year
PFA Young Player of the Year a fost decernat lui Eden Hazard.

#### Mănușa de aur
Premiul mănușa de aur a Premier League a fost acordat lui Petr Cech de la Chelsea și lui Wojciech Szczęsny de la Arsenal.